# Młodzieżowe Indywidualne Mistrzostwa Polski na Żużlu 1984
Młodzieżowe Indywidualne Mistrzostwa Polski na Żużlu 1984 – zawody żużlowe, mające na celu wyłonienie medalistów młodzieżowych indywidualnych mistrzostw Polski w sezonie 1984. Rozegrano dwa turnieje półfinałowe oraz finał, w którym zwyciężył Wojciech Załuski.

## Finał
- Tarnów, 22 lipca 1984
- Sędzia: Marek Czernecki

| Msc. | Zawodnik              | Klub         | Pkt   |             |  |
| ---- | --------------------- | ------------ | ----- | ----------- |  |
| 1    | Wojciech Załuski      | Opole        | 12 +3 | (3,3,3,d,3) |  |
| 2    | Adam Pawliczek        | Rybnik       | 12 +w | (2,2,3,3,2) |  |
| 3    | Piotr Tomaszewski     | Zielona Góra | 11 +3 | (3,3,0,2,3) |  |
| 4    | Arkadiusz Zielonko    | Leszno       | 11 +2 | (3,3,2,3,0) |  |
| 5    | Eugeniusz Skupień     | Rybnik       | 10    | (3,2,3,1,1) |  |
| 6    | Mirosław Korbel       | Rybnik       | 9     | (2,3,1,2,1) |  |
| 7    | Piotr Styczyński      | Lublin       | 8     | (0,2,0,3,3) |  |
| 8    | Dariusz Brucheiser    | Ostrów Wlkp. | 8     | (u,d,3,3,2) |  |
| 9    | Marek Glinka          | Zielona Góra | 7     | (2,d,2,d,3) |  |
| 10   | Ryszard Franczyszyn   | Gorzów Wlkp. | 7     | (1,1,2,2,1) |  |
| 11   | Jerzy Szeląg          | Gniezno      | 6     | (1,1,2,0,2) |  |
| 12   | Mirosław Daniszewski  | Gorzów Wlkp. | 6     | (2,d,1,1,2) |  |
| 13   | Krzysztof Grzelak     | Gorzów Wlkp. | 5     | (0,1,1,2,1) |  |
| 14   | Krzysztof Fedeczko    | Gdańsk       | 4     | (1,2,1,0,0) |  |
| 15   | Zbigniew Błażejczak   | Zielona Góra | 2     | (0,1,0,1,0) |  |
| 16   | Cezary Owiżyc         | Gorzów Wlkp. | 2     | (1,d,0,1,0) |  |
|      | rez. Arkadiusz Tarnaś | Wrocław      | ns    |             |  |